# Charallave
Charallave è una città del Venezuela, situata nello stato di Miranda e capoluogo del comune di Cristóbal Rojas, nella Valle del Tuy. Fondata nel 1681, il suo nome deriva da quello dei Charavares, una tribù indigena che abitava quei luoghi.
La città è collegata al sistema di trasporto pubblico di Caracas attraverso due stazioni ferroviarie: la Charallave Norte (Generalísimo Francisco de Miranda) e la Charallave Sur (Don Simon Rodríguez).